# Перейра, Уильям Леонард
Уи́льям Ле́онард Пере́йра (англ. William Leonard Pereira; 25 апреля 1909, Чикаго, Иллинойс, США — 13 ноября 1985, Лос-Анджелес, Калифорния, США) — американский архитектор, известный своими футуристическими проектами знаковых зданий, таких как Трансамерика в Сан-Франциско. Перейра работал в Лос-Анджелесе и был известен своей любовью к научной фантастике и дорогим автомобилям, но главным образом своим неподражаемым архитектурным стилем, который помог определить облик Америки середины XX века.

## Личная жизнь
Перейра родился в городе Чикаго, штат Иллинойс, в семье Сары (Фридберг) и Сола Перейры. Его дед по отцовской линии был португальским сефардским евреем, по материнской линии дедушка и бабушка были ашкеназскими евреями. Перейра окончил архитектурную школу Иллинойского университета и начал свою карьеру в родном городе. Его самым ранним архитектурным опытом стал генеральный план Чикагской всемирной выставки «Столетие прогресса» 1933 года, в котором он участвовал как помощник. Вместе с братом, Хэлом Перейрой, он спроектировал театр на Ист-оук-стрит, 58, который считается одним из лучших образцов стиля ар-деко в Чикаго.
У него было две жены — бывшая модель и актриса Маргарет Макконнелл и Броня Галеф. Сын — Уильям Перейра-младший и дочь Моника Перейра, учительница испанского языка.
Уильям Перейра умер от рака в возрасте 76 лет в Седарс-Синайском медицинском центре в Лос-Анджелесе.

## Карьера

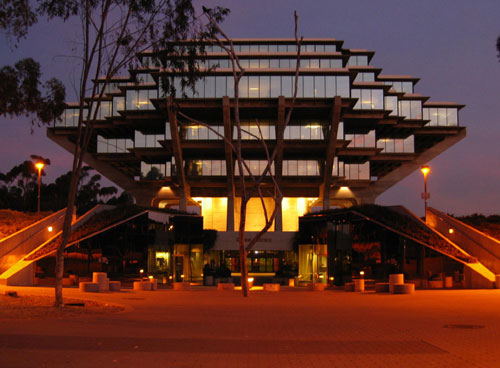
Библиотека Гейзеля в Калифорнийском университете, Сан-Диего, 1970

Перейра переехал в Лос-Анджелес в 1933 году. После работы в качестве архитектора, Перейра был нанят Фондом помощи кинематографистам и спроектировал первые здания для загородного дома кинематографистов в Вудленд-Хиллз, Калифорния, открытие которого состоялось 27 сентября 1942 года.
Перейра недолго работал художником-постановщиком в Голливуде и получил премию «Оскар» за лучшие спецэффекты в приключенческом фильме «Пожнёшь бурю» (1942). Он был художником-постановщиком фильма «Оружие для найма», первого фильма Алана Лэдда, драмы «Джейн Эйр» (1943) и военной драмы «С тех пор как вы ушли» (1944). Перейра также был продюсером криминальной драмы «Джонни Эйнджел» (1945), снятой в стиле нуар, и драмы Джоан Фонтейн «С этого дня» (1946).
В 1949 году Перейра стал профессором архитектуры в Университете Южной Калифорнии. В начале 1950-х годов он работал в партнёрстве с архитектором и однокурсником Чарльзом Лакманом. Фирма «Pereira & Luckman» стала одной из самых востребованных в стране. Дуэт спроектировал несколько самых известных зданий Лос-Анджелеса, включая знаменитый «Тим-билдинг» в аэропорту Лос-Анджелеса (в сотрудничестве с Полом Уильямсом и Уэлтоном Беккетом).
В 1959 году Перейра создал собственную компанию — «William L. Pereira & Associates». В 1960-х и 1970-х годах он и его команда выполнили более 250 проектов, включая разработку генерального плана расширения международного аэропорта Лос-Анджелеса и разработку генерального плана города Ирвайн, Калифорния, площадью 38 000 га, благодаря которому его фотография была помещена на обложку журнала Time в сентябре 1963 года. Позже он работал с Иэном Макхаргом над планом нового города Вудлендс, штат Техас. Перейра также разработал план ряда зданий для Университета Южной Калифорнии, Калифорнийского университета в Ирвайне и Университета Пепердайн. В газете «Принстон Ревью» его назвали самым красивым университетским городком в Америке.
Проекты фирмы сильно различались по стилю и замыслам, но имели много общих отличительных черт, например, пористые решётчатые фасады, сдвоенные вертикальные колонны, приподнятые уступы, утопленные окна и другие. Архитектурные заказы часто выполненных по индивидуальным проектам. Многие из зданий компании были дополнены обширными объектами, заполненными водой. Музей искусств округа Лос-Анджелес, например, представлял собой комплекс из трех зданий, возвышающихся над озером и соединенных рядом дамб и мостов. Будучи пионером в проектировании теплоэффективных зданий, он часто использовал тонированное под бронзу стекло, отражающее солнечные лучи и бетонные фасадные системы, которые затеняли окна от прямого солнечного света.
По словам дочери Перейры, Моники, его любимым проектом был комплекс сооружений в Лос-Анджелесе в 1963 году: план штаб-квартиры из трёх малоэтажных зданий, оригинальный кампус, а также дизайн окружающего ландшафта и прилегающей к нему парковке.

## Память
К моменту смерти Перейры на его счету было более 400 проектов. Среди сооружений, которые он спроектировал в Южной Калифорнии, были «Телевижэн-Сити», «Фокс-плаза», «Художественный музей округа Лос-Анджелес», отель «Говард Джонсон» и водная площадка в Анахайме, а также отель «Диснейленд».

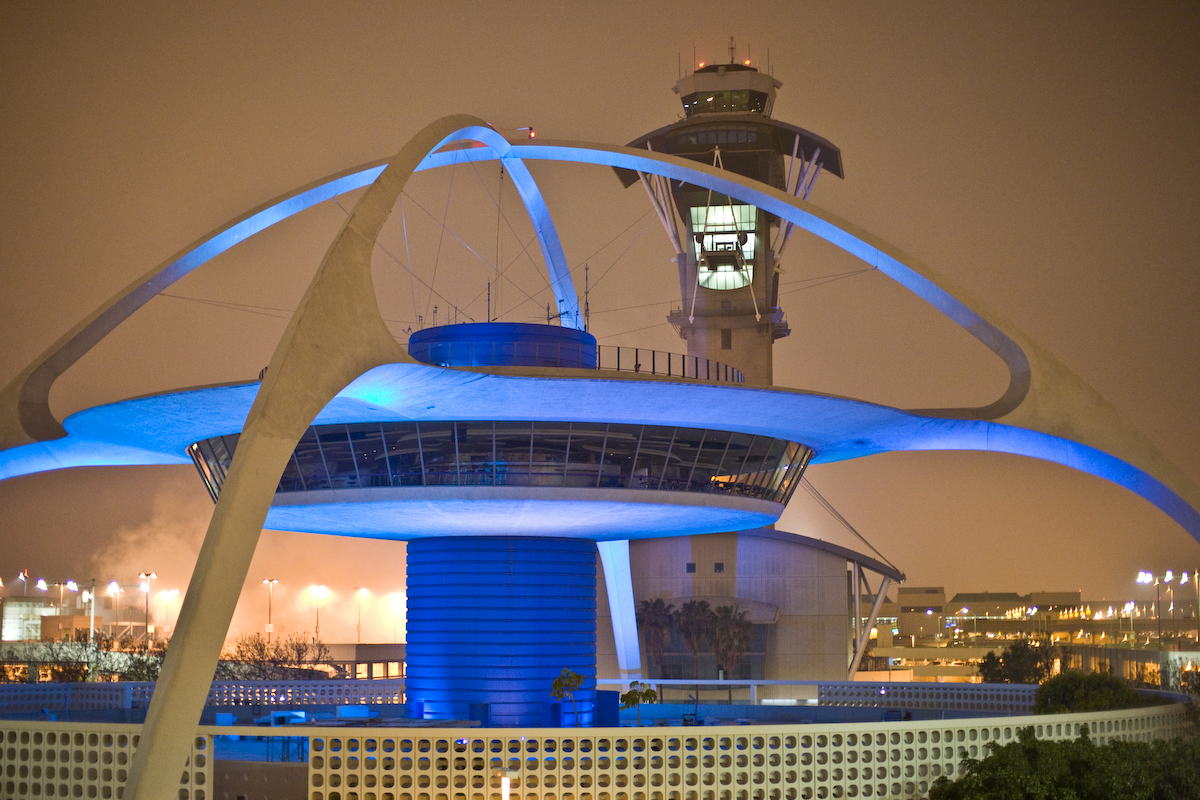
Аэропорт: здание и диспетчерская вышка, Лос-Анджелес
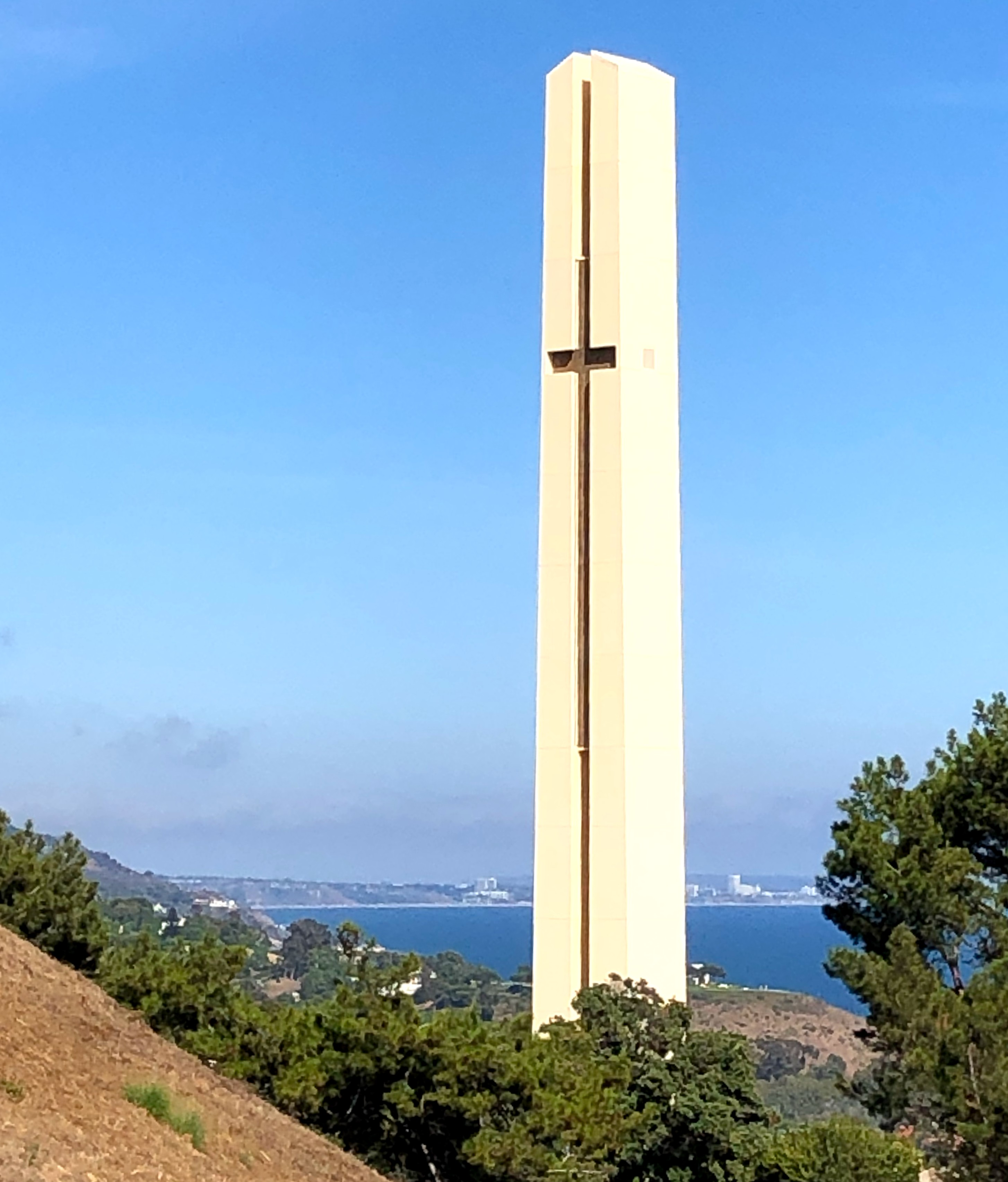
Башня Филлипса, кампус Университета Пеппердин в Малибу, Калифорния
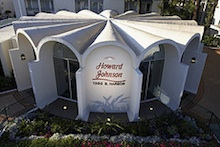
Отель Howard Johnson Plaza в Диснейленде, Анахайм, Калифорния
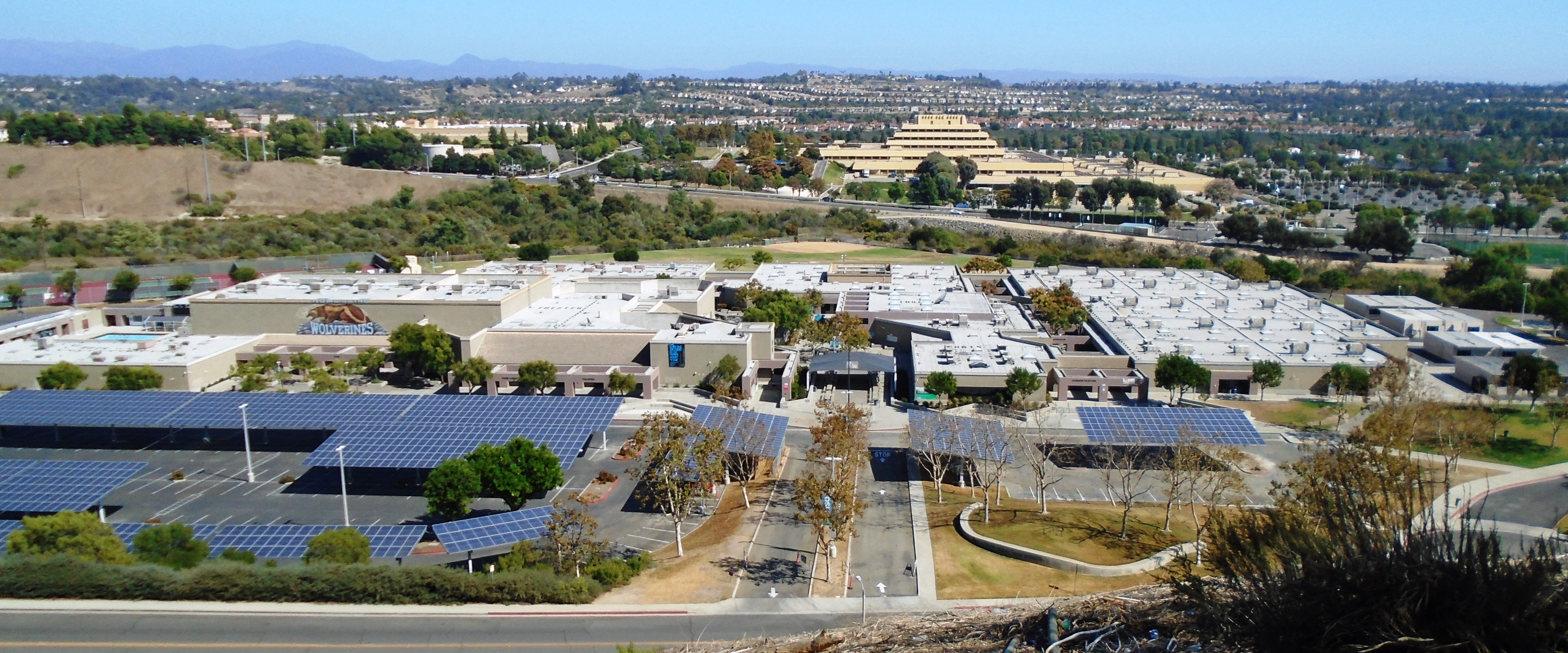
Школа Алисо Нигель (передний план) и Федеральное здание Чета Холифилда (задний план), Алисо-Вьехо, Калифорния
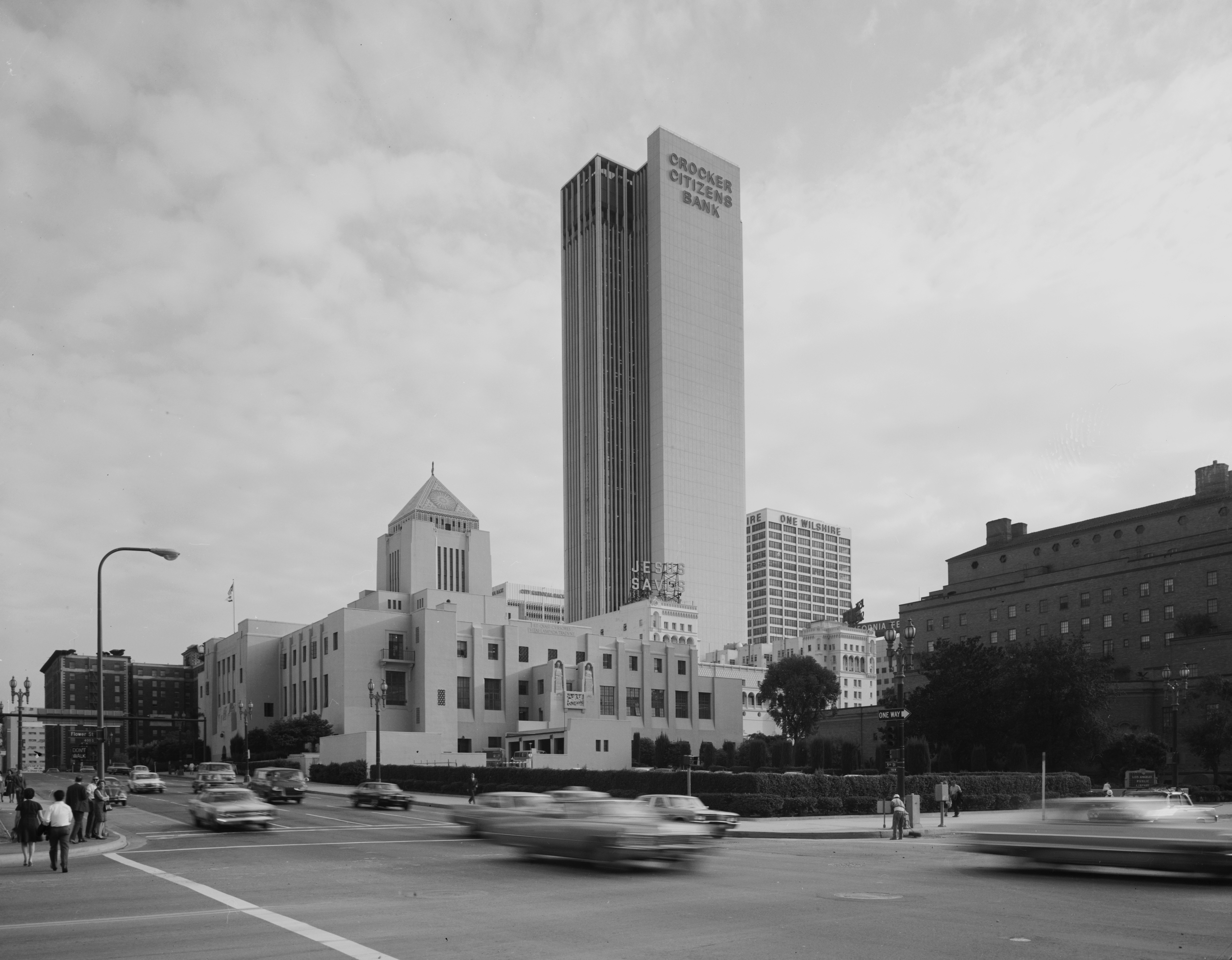
Лос-Анджелес, Центральная библиотека
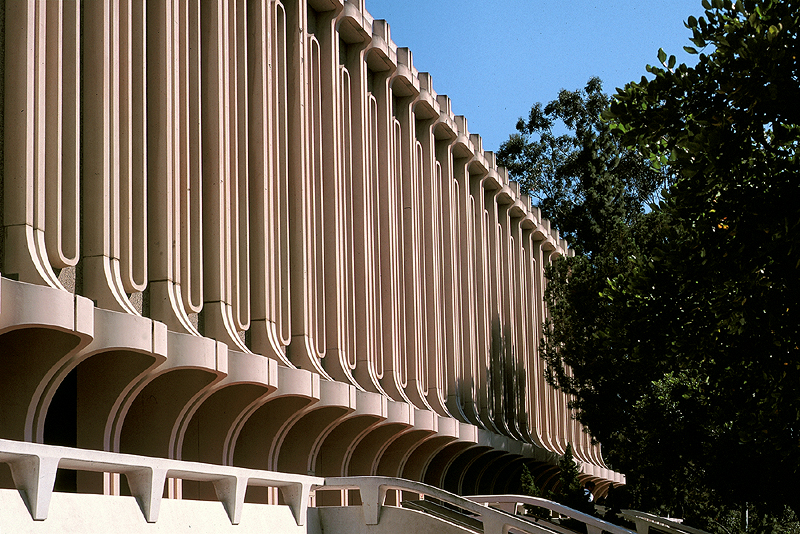
Библиотека Лэнгсона в Калифорнийский университет, Ирвайне (панельная фасадная система)
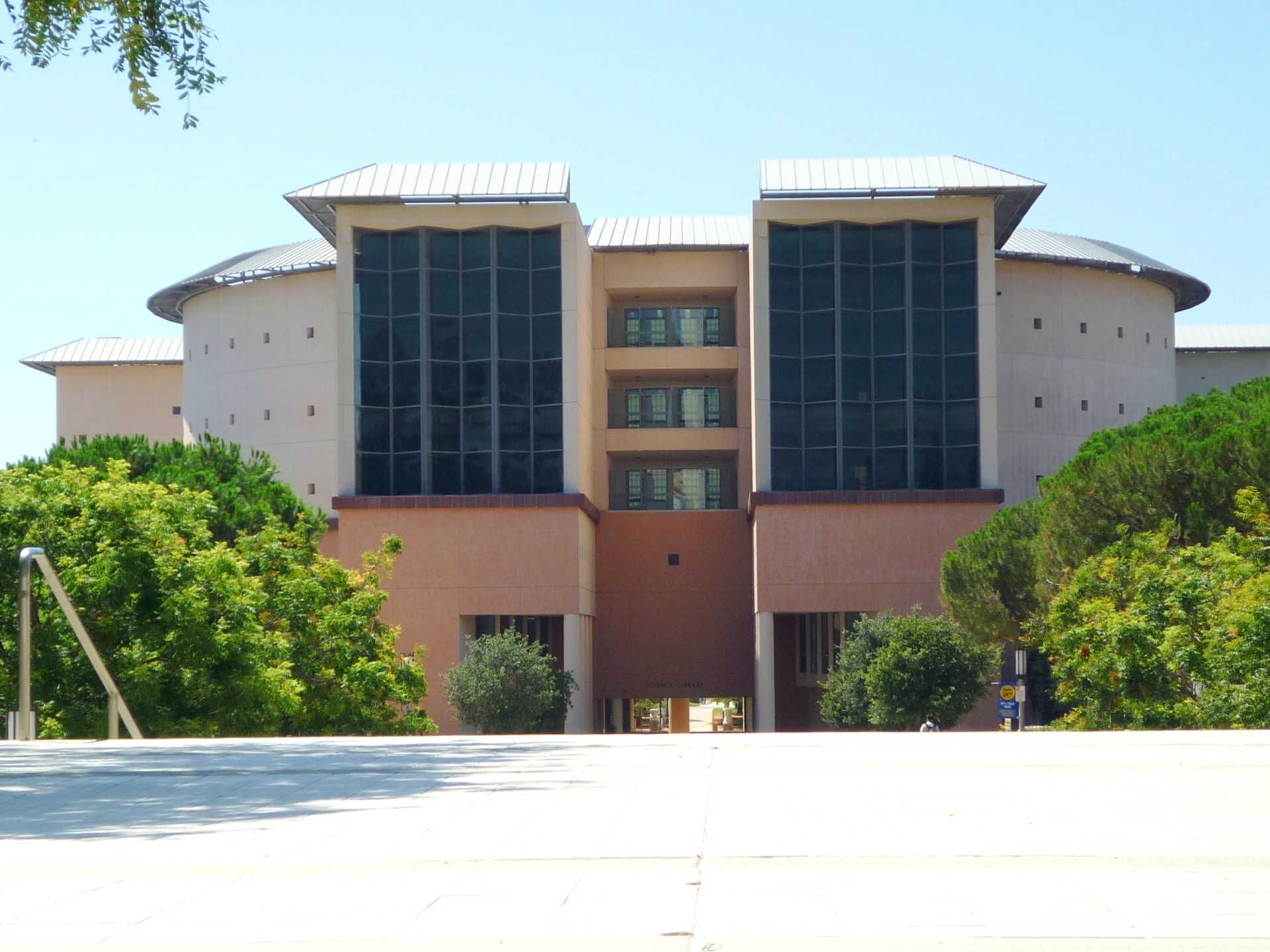
Научная библиотека. Калифорнийский университет
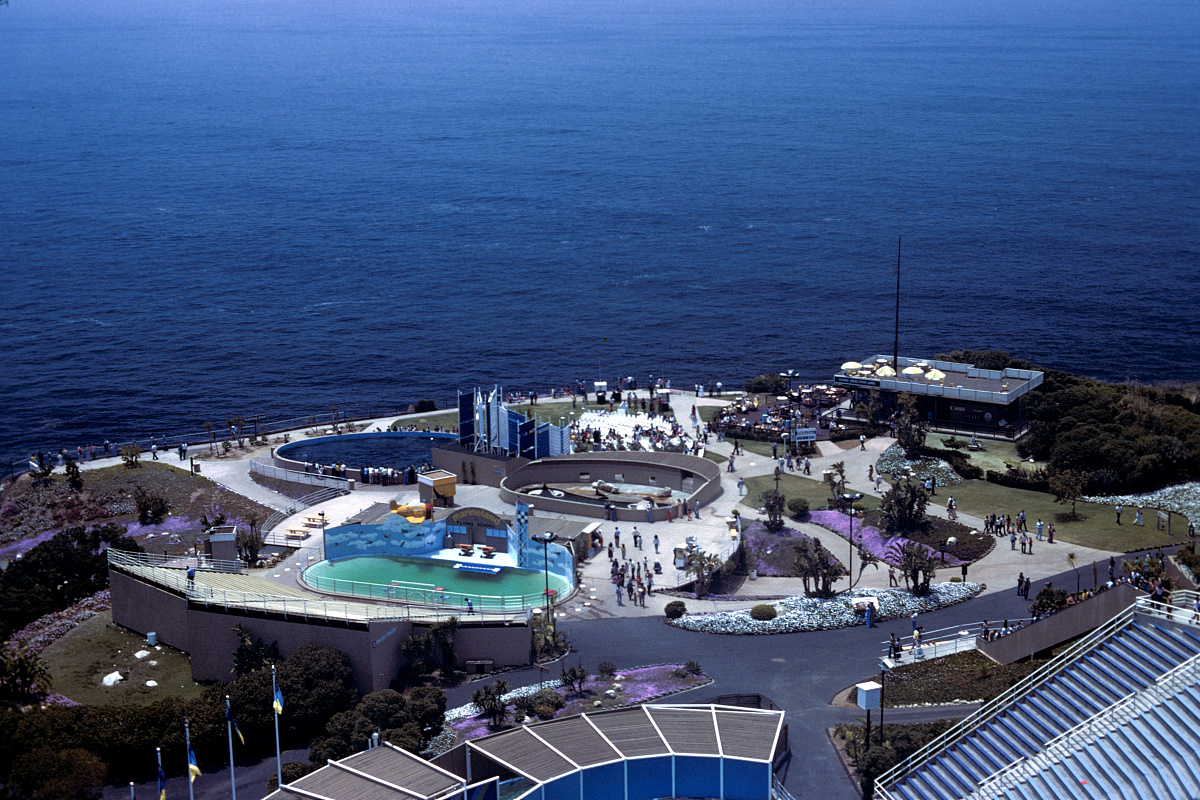
Общественный океанариум Marineland of the Pacific, Палос-Вердес, Лос-Анджелес, Калифорния
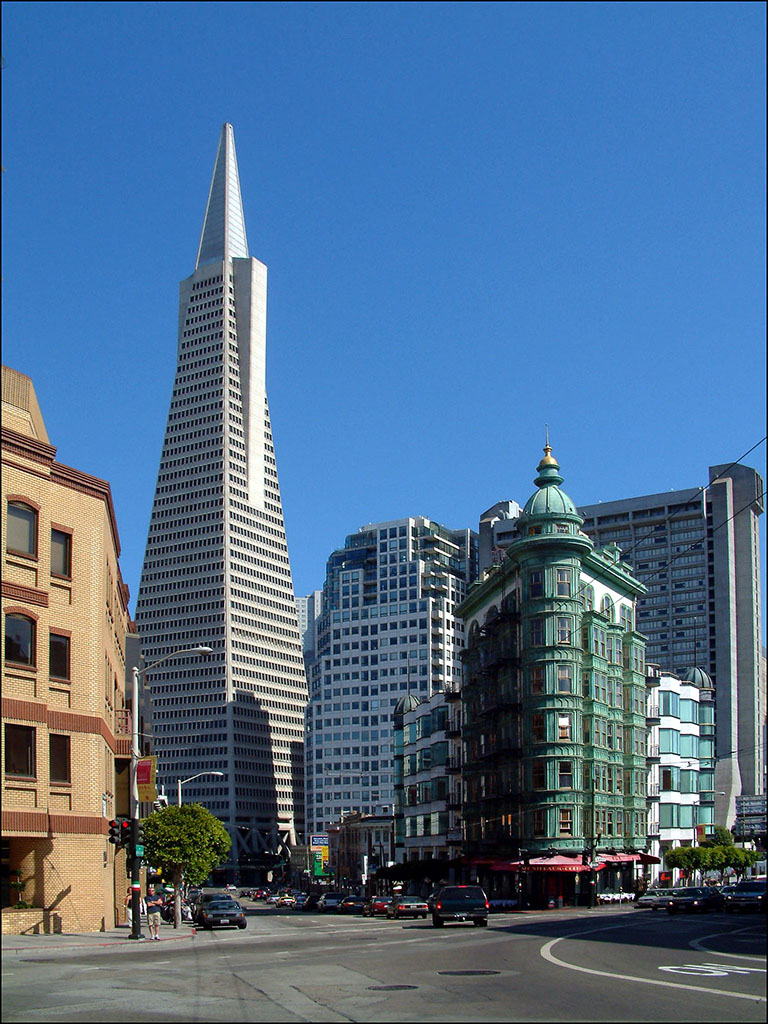
Пирамида Трансамерика, Сан-Франциско

Самой известной и критикуемой его работой, вероятно, было здание «Пирамида Трансамерика», строительство которого было завершено в 1972 году. Сначала оно было воспринято как вторжение на линию горизонта, но впоследствии его признали зданием с бо́льшими индивидуальными и отличительными чертами, чем все окружающие его здания, и возможно несколько странным, но символичным знаком города.
Возможно, самым значимым наследием Перейры, помимо его зданий, являются многочисленные ученики — уважаемые архитекторы современности, которые вышли как из фирмы Перейры, так и из Университета Южной Калифорнии, включая Джина Вонга и Фрэнка Гери. После смерти Перейры его фирму возглавили два его основных соратника: Скотт Джонсон и Билл Фейн.